# الی کرنل
الی کرنل (انگلیسی: Ellie Cornell؛ زادهٔ ۱۵ دسامبر ۱۹۶۳) یک هنرپیشه اهل ایالات متحده آمریکا است. وی از سال ۱۹۸۸ میلادی تاکنون مشغول فعالیت بوده‌است.